# Вулиця Анатолія Кентія
Ву́лиця Анатолія Кентія — вулиця в Голосіївському районі міста Києва, місцевість Віта-Литовська. Пролягає від вулиці Михайла Петренка до вулиці Ігоря Диченка.

## Історія
Вулиця виникла у 2010-х роках під проектною назвою Проектна 12993. Сучасна назва на честь українського історика Анатолія Кентія — з 2017 року.